# Aramides mangle
Aramides mangle е вид птица от семейство Rallidae.

## Разпространение
Видът е разпространен в Бразилия.